# Lajblík
Lajblík (také lajb, lajbl nebo lajbík) je krátký kabátek (vesta) z černého sukna nebo sametu. Rukávy jsou vysoko nabrané nad ramena a směrem k zápěstí se zužují. Kolem kulatého výstřihu je límec vybíhající vzadu do špice. Celý lajblík je lemovaný červeným sukénkem. Takovýto lajblík býval součástí dámského i pánského kroje v 19. století. V dnešní době ženský noční kabátek bývá nazýván též lajblík právě díky střihové podobě s lajblíkem z 19. století.
Dalším významem slova lajblík je živůtek.